# Vanuatu
Vanuatu je otočna država u Tihom oceanu, južno od Salomonovih Otoka, zapadno od Fidžija, sjeverno od francuskog teritorija Nove Kaledonije i istočno od Australije. Sastoji se od 83 otoka u otočnoj skupini Novi Hebridi koji se protežu u dužini od 900 km i vulkanskog su i koraljnog porijekla. Neki od većih otoka su: Espiritu Santo (Duh Sveti), Malakula i Efate (bogat manganskim rudama). 
Vanuatu ima tropsku klimu s prosječnom godišnjom temperaturom od 25 °C i prosječnom godišnjom količinom padalina od 2500 mm.
Prvi Europljani koji su otkrili i oplovili većinu tih otoka bili su rani dubrovački pomorci na zapadnom Pacifiku već krajem 16. stoljeća, koji su tuda plovili u savezu sa Španjolcima iz novootkrivenih Filipina. Potom su se od 17. st. i na ove otoke doselili Španjolci, a kasnije još Francuzi. Nezavisna država proglašena je 1980. godine, a većinsko stanovništvo čine domaći Melanezijci (Ni-Vanuatu).
Ekonomija im se najviše temelji na turizmu zbog toplog mora, ugodne klime i lijepih plaža, te na ribarstvu i poljoprivredi.

## Povijest
Prapovijest Vanuatua je slabo poznata. Arheološki dokazi pokazuju da su prije 4000 godina stigli ljudi koji su govorili austronezijski jezik. Pronađeni lončarski fragmenti potječu iz 1300. – 1100. godine pr. Kr.
Godine 1606. portugalski je istraživač Pedro Fernandes de Queirós,  koji je plovio u službi Španjolske krune, otkrio jedan od otoka. Europljani nisu dolazili na otoke sve do 1768. kada ih je Louis Antoine de Bougainville oplovio. U 1774. James Cook, koji je otkrio Australiju, je otoke nazvao Novi Hebridi. 
U 1825. godini je trgovac Peter Dillon otkrio drvo sandal na otoku Erromango te je započelo naseljavanje Europljana. Godine 1830. je nastao sukob između doseljenika koji su koristili zemlju za poljoprivredu i starosjedioca Melanezijaca. Tijekom 1860-ih su poljoprivrednici iz Australije, s Fidžija i Nove Kaledonije stigli u potrazi za obradivom zemljom. Taj događaj se zvao "blackbirding". Zbog trgovine i posla većina odraslih muškaraca je otišla u inozemstvo. Izvori govore da je današnja populacija uvelike smanjena od prijašnje. 
U 19. st. su stigli protestantski i katolički misionari. Tada je počeo uzgoj pamuka, ali je ubrzo prestao. Nakon toga je počeo uzgoj kave, kokosa, banane i kakaa. Tada su Englezi zauzeli Nove Hebride, ali su ih 1882. zauzeli Francuzi. Tijekom stoljeća Francuzi su se podijelili s Britancima.
Francuski i britanski interes za otočjem doveo je do sukoba. Godine 1906. obje strane su pristale na zajedničku vlast na otoku. To je prvi teritorij kojim vladaju dvije države istovremeno. Melanežanima je zabranjeno stjecanje državljanstva i sudjelovanje u vlasti.
Problemi s ovakvim oblikom vlasti nastali su za vrijeme Drugog svjetskog rata kada su se Amerikanci zainteresirali za otočje. Amerikanci su stanovništvu govorili da će im general John Frum donijeti bogatstvo i slobodu, te je počelo širenje nacionalizma na otocima.
Prva politička stranka je osnovana u ranim 1970-ima i prvobitno je nazvana Narodna stranka Novih Hebrida. Jedan od osnivača je bio Walter Lini koji je kasnije postao premijer. Tijekom 1990-ih je stvorena demokratska vlada.

## Zemljopis
Vanuatu se sastoji od oko 82 relativno mala otoka vulkanskog podrijetla od kojih je 65 naseljeno. Stanovnici otoka Matthew i Hunter su tvrdili da su francuski prekooceanski departman te da spadaju pod Novu Kaledoniju, ali su potpali pod Vanuatu. Četrnaest otoka ima površinu veću od 100 četvornih kilometara. Najveći otoci su Espiritu Santo (Duh Sveti), Malakula i Efate.
Ostali veći otoci su Erromango, Ambrym, Tanna, Pentecost, Epi, Ambae ili Aoba, Vanua lava, Gaua, Maewo, Malo i Anatom ili Aneityum. Najveći gradovi su glavni grad Port Vila, smješten na Efateu i Luganville na Espiritu Santou. Najviši vrh je na planini Tabwemasana na Espiritu Santu.
Vanuatu ima ukupnu površinu oko 12.274 kvadratnih kilometara, što je vrlo ograničena površina. Najveći dio otoka je strm s nestabilnim tlom. Procjena iz 2005. potvrđuje da se samo 9 % zemlje upotrebljava za poljoprivredu (7 % stalni usjevi, 2 % oranica.) Uz obalu je krški reljef koji izravno pada u duboki ocean. Postoji nekoliko aktivnih vulkana, uključujući Lopevi. Postoji velika opasnost od erupcija. Zadnja jaka erupcija dogodila se 1945. godine.

### Klima
Klima je oceanska tropska s jednakomjernim temperaturama cijele godine (s.g.t. oko 24 °C) i obilnim padalinama. Najviše padalina padne od studenog do travnja, a od svibnja do listopada je malo hladnije i manje je padalina. Otoci su cijele godine pod utjecajem jugoistoćnih pasata. Zato dolazi do velikih razlika u količini između privjetrinskih i zavjetrinskih dijelova otoka, kao i između južnih otoka (oko 2000 mm padalina) i sjevernih otoka (više od 3000 mm). Povremeno se pojavljuju tropski cikloni.

## Administrativna podjela
Od 1994. godine, Vanuatu je podijeljen na šest pokrajina:
- Malampa
- Penama
- Sanma
- Shefa
- Tafea
- Torba

## Državno uređenje
Prema ustavu od 30. srpnja 1980., Vanuatu je parlamentarna republika. Pravo na glasanje imaju svi državljani stariji od 18 godina. Predsjednika na pet godina bira izborni kolegij sastavljen od svih članova parlamenta i predsjednika provincijskih skupština. Parlament ima 52 člana koji se biraju na općim izborima svake četiri godine. Kao savjetodavno tijelo za tradicionalne običaje postoji vijeće poglavica, sastavljeno od svih plemenskih poglavica.

## Gospodarstvo

### Poljoprivreda
Na otocima postoji 144.000 ha njiva i trajnih nasada (11,9 % površine), te 24000 ha travnjaka i pašnjaka (2 % površine). Tri četvrtine stanovništva bavi se samoopskrbnom poljoprivredom (taro, jam, manioka, slatki krumpir, kruhovac, kokosov orah i svinjogojstvo), a za izvoz se proizvodi kopra, kakao, kava i tikvice. Francuski doseljenici bave se mesnim stočarstvom (izvoz govedine i teletine.)

### Industrija
Industrija je vrlo slabo razvijena i ovisi o preradi poljoprivrednih proizvoda. Postoji malo tekstilne i drvne industrije. Na Espiritu Santu je izgrađen industrijski park gdje će vlasnici kapitala iz Azije otvoriti tvornice.

### Turizam
Turizam je važan izvor prihoda i zapošljava oko 5000 stanovnika (51.000 stranih turista i 69.000 jednodnevnih posjetitelja). Izrazita je usmjerenost na gornji kvalitetni razred (većina hotela je u vlasništvu stranca), osobito na Efateu (Port Vila), Tanni i Espiritu Santu. Tek nakon 1995. se turizam počeo poticati i u provinciji.

## Glazba
Tradicionalna glazba na Bislama jeziku se u nekim dijelovima Vanuatua još uvijek izvodi. Svira se uglavnom na Idiophineu, Slit gongu i Rattleu. Slit Gong simbolizira Vanuatu, te se koristio kao bubnjevi. Tradicionalna glazba je klasična glazba Zapadnog svijeta. U 20 stoljeću je većina žanrova je postala popularna, te se počela koristi gitara i ukulele.

## Stanovništvo
Veliku većinu stanovnika (preko 90 %) čine Melanežani (pripadnici etničke skupine Ni-Vanuatu). Postoje Polinežani i nekoliko tisuća Europljana. Stanovnici govore preko 100 jezika, a međusobno se sporazumijevaju jezikom bislama. Kršćanstvo je najvažnija religija.  (najviše prezbiterijanci). Većina stanovnika živi na obali, dok su brdoviti unutrašnji dijelovi otoka rijetko naseljeni. Na glavnom otoku Efate živi preko polovica stanovnika.

## Jezici
U Vanuatuu su tri službena jezika: engleski, francuski i bislama. Bislama pripada pidžin kreolskim jezicima, te je kombinacija melanezijske i engleske gramatike. Većina stanovništva govori bislamu kao drugi jezik. U Vanuatuu se govori još 113 jezika. Prosjek je oko 2.000 govornika po jeziku. Svi jezici pripadaju Austronezijskim jezicima.

## Znamenitosti
Gaua je otok u Banksovim otocima s kraterskim jezerom u središtu i izvorima vruće vode. Poznati gradovi su Luganville i Port Vila. U Luganvilleu su građevine iz kolonijalnog razdoblja, a u Port Vili zgrada parlamenta i kulturni centar. Poznati su otoci Tanna (vulkan Yasur) i Pentecost.

## Potresi 2009.
U 2009. godini se u blizini Vanuatua dogodilo nekoliko velikih potresa. Iznosili su od 6,2 do 7,8 po Richteru. 11 zemalja u regiji počelo se pripremati za tsunami, ali su zabilježeni samo manji. Potres se dogodio na granici australske i pacifičke litosferne ploče. To je jedno od seizmički najaktivnijih područja.